# 神社本庁
神社本庁（じんじゃほんちょう、旧字体：神󠄀社󠄁本廳）は、神宮（伊勢神宮）を本宗とし、日本各地の神社を包括する宗教法人。神道系の宗教団体として日本最大であり、約8万社ある日本の神社のうち主要なものなど7万9千社以上が加盟している。都道府県ごとに神社庁を持つ。
神社本庁の宗教法人としての規則である「宗教法人「神社本庁」庁規」では、第3条で、神社本庁の目的を、包括下の神社の管理・指導、神社神道の宣揚・神社祭祀の執行・信者（氏子）の教化育成・本宗である伊勢神宮の奉賛・神職の養成・冊子の発行頒布を通じた広報活動などとしている。
「庁」と付くが、官公庁ではなく宗教法人法に基づく文部科学大臣所轄の包括宗教法人である。

## 歴史

### 前史
1872年（明治5年）、伊勢神宮の少宮司で教部省にも所属した浦田長民が神宮教会を設立した。
1875年には全国の神道諸派を結集させた行政団体として神道事務局が創設され、総裁には有栖川宮幟仁親王、副総裁には岩下方平が就任した。1882年には神道事務局から生徒寮を分離独立させて神職の中央機関である皇典講究所が創設。神道事務局のほうは1884年、神道本局と改編された。1885年には会通雑誌社『会通雑誌』が創刊され、皇典講究所と神道本局の録事や官報、外国の彙報、官国幣社の祭日などが報じられていた。

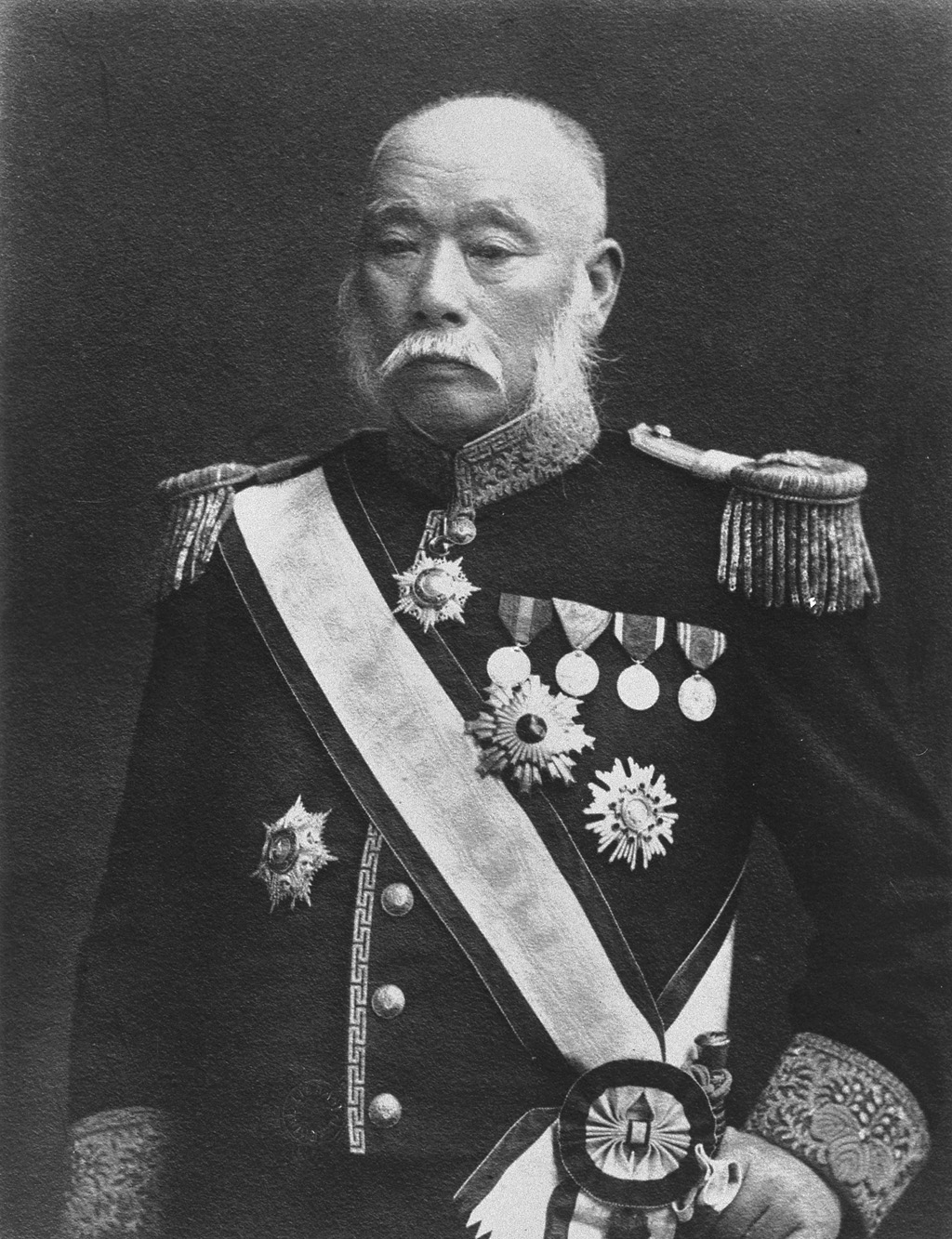
1890年、皇典講究所所長山田顕義に懇請され初代國學院院長となった高崎正風。

1890年（明治23年）11月29日に施行された大日本帝国憲法第28条により、国民の「信教の自由」が認められると、神道も仏教、キリスト教とともに宗教団体として国家の公認を得ることになったが、一方で、神社は国家から宗教として扱われないまま国家祭祀を公的に行う位置づけとされた。 皇典講究所は教育機関として國學院を設置。
1898年（明治31年）に全国神職会が結成され、全国の神社の連携が強化された。1900年（明治33年）、社寺局から独立するかたちで、内務省社寺局が神社局と宗教局として再編され、神社と仏教が区別されることとなる。全国神職会は後に「大日本神祇会」と改称し、神社本庁の前身団体の一つとなる。
1899年には神宮教が神宮奉斎会に発展。
1909年1月30日、獨逸学協会幹部で国鏡社社主の飯山正秀が、皇道学と教育勅語の普及を目的とする教育団体日本奨学義会を創設。
明治末期になると、皇室祭祀関連の規定も整備され、大正に入ると全国神社の祭祀・祭式の形式も整う。
1917年（大正6年）、 日本基督教会が「神社に関する決議」声明により神社非宗教論を否定した。
1918年（大正7年）、今泉定助が皇典講究所の理事に就任し、國學院を拡充したうえ翌年國學院大學と改称。1920年（大正9年）に國學院大學は旧制大学に昇格した。今泉は1921年（大正10年）には神宮奉斎会の会長になった。
昭和期に入り、1938年には日本大学皇道学院が設立され今泉定助が院長に就任。1940年に神祇院が設置される。
1945年（昭和20年）10月4日に、連合国軍最高司令官総司令部（GHQ/SCAP）が「思想、宗教、集会及言論の自由に対する制限」を撤廃し「天皇、国体及日本帝国政府に関する無制限なる討議」を認める「自由の指令」を公布する。12月15日には、神道指令を日本政府に命じ、神祇院の廃止がされ、12月28日に「宗教法人令」が公布され即日施行され、「宗教団体法」が廃止された。
神道指令については、西洋で見られる緩やかな政府と宗教の分離とはかけ離れた、国家から宗教的要素を完全に分離させることを目的とする過激な内容との神社本庁側の見解がある。ただし靖国神社や護国神社を含めGHQにより破壊された神社はなく、国家による支援が廃止されただけである。
1946年（昭和21年）1月23日、「神道指令」に伴い、大日本神祇会、皇典講究所、神宮奉斎会の3団体が中心となり、神社本庁を設立した。

### 神社本庁の設立
神祇院は占領軍の圧力を想定せず、神社非宗教の立場で現体制を維持出来るものと思っていたが、「神道指令」の発布と同日に廃止された。一方で、葦津珍彦は厳しい弾圧があると想定しており、皇典講究所の吉田茂（“大磯の吉田”こと、のちの内閣総理大臣の吉田茂は同姓同名の別人）、神宮奉斎会の宮川宗徳とともに打開策を探っていた。
1945年（昭和20年）10月25日、葦津の「神社制度改革に対する私見」が、大日本神祇会、皇典講究所、神宮奉斎会の関係者に提示され、民間主導により、神社界の生き残りをかけた話し合いの場がもたれる。葦津案は、「正確な情報の伝達と統一ある処理を行う全国組織の構築」、「各神社の緩やかな連合体としての神社連盟」、「この神社連盟には教義についての採決権を与えない」とする内容であった。11月7-8日に、第2回の民間三団体の合同懇親会が開催され、「三団体は合同する」、「準備事務局を神祇会館に設ける」、「合同についての原案を作成して審議会を開催する」という3点が可決された。しかし、11月13日に、一つの宗教団体のように教義採決権や傘下神社の人事権をもつとする、大日本神祇会の「神社教（仮称）教規大綱案」が、設立準備審議会に提出される。これに対し、葦津は、「教義を固定化することは神社神道の本質に反し、占領下で強力な中央集権組織を造れば占領軍の干渉に有利に働く」と主張し、大日本神祇会案に強く異議を唱える。翌14日に、葦津案を基調とした折衷案が、宮川宗徳から提出され、改めて、検討されることとなった。こうして、審議会は、葦津案を中心に神社界の組織構想を練り上げ、1946年（昭和21年）1月23日、「全国神社の総意に基き、本宗と仰ぐ皇大神宮の許に、全国神社を含む新団体を結成し、協力一致神社本来の使命達成に邁進し、以て新日本の建設に寄与せんことを期す。」として神社本庁設立に関する声明が発せられて宗教法人である神社本庁が発足し、2月3日をもって設立する。神社本庁の発足に従い、宗教法人法（宗教法人令）のもと、神社も、他の宗教と同じく宗教団体として扱われることとなった。
本庁の設立の際、神宮奉斎会から10万円が神社本庁に寄付され、奉斎会の地方本部奉斎所のうち「相当ノ設備ヲ有スル」（宮川による説明より）ものは神社として再発足した。たとえば東京の奉斎会本院は1946年（昭和21年）3月に神社本庁に神社設立を申請し、東京大神宮として再発足した。
1956年（昭和31年）5月、神社信仰の基本となる指針として「敬神生活の綱領」を掲げ、氏子・崇敬者の教化・育成に努めている。また、1980年（昭和55年）7月から「神社本庁憲章」を施行し、神社本庁の精神的統合の基本的規範を確立した。

## 教義

### 神社本庁憲章
神社本庁は全国約8万社の包括宗教法人である。各神社にはそれぞれ由緒があり、信仰的にも八幡信仰、稲荷信仰などと様々であって、一つの教義を定めるのは非常に困難であった。そこで1980年（昭和55年）5月21日評議員会議決を以て「神社本庁憲章」を定めた。その経緯と位置づけは前文に「今日まで重要な懸案とされてきたのは、精神的統合の紐帯として、基本的規範を確立整備することであつた。」とあり、その効果については附則に「この憲章施行の際、庁規及び従前の規程等は、この憲章に基いて定めたものとみなす。」とある。
第一条は「神社本庁は、伝統を重んじ、祭祀の振興と道義の昂揚を図り、以て大御代の彌栄を祈念し、併せて四海万邦の平安に寄与する。」とある。

### 敬神生活の綱領
「神社本庁憲章」以前、神社本庁の実践的精神を示すものとして、昭和31年（1956年）に制定されたのが「敬神生活の綱領」である。
神社本庁には成文化された教義はないが、『神社本庁憲章の解説』によれば神社本庁は「神社本庁憲章」と「敬神生活の綱領」を以てその設立及び活動の精神としている。

## 組織

### 広義と狭義の神社本庁
神社本庁は約8万社の神社を包括する団体である。そのため広義の「神社本庁」とは被包括神社を含めた集合体を指し、狭義の「神社本庁」とは渋谷区代々木にある事務組織を指す。神社本庁の議決機関は全国の神職・総代から選出された評議員会であり、総長以下役員もそこで選任される。戦前の監督官庁であった神祇院とは根本的に組織体質が異なる。

### 団体組織
- 主たる事務所は東京都渋谷区代々木一丁目1番2号（明治神宮の隣）[27]。
- 総裁が「神社本庁憲章」（憲章）に基づき、名誉を象徴し、表彰を行なう。現任は前神宮祭主・池田厚子（旧名・順宮厚子内親王　昭和天皇の第4子・四女で上皇の実姉、今上天皇の伯母）。
- 「統理」は憲章に基づき、神社本庁を総理し代表する。現任は鷹司尚武。
- 神社本庁の規則である「神社本庁庁規」に基づく宗教法人としての代表役員は総長。2022年6月4日以降、統理の指名した芦原髙穗(第20代)と事務局が再任を主張する田中恆清(第19代)が並立する混乱状態にある。
- 地方機関として各都道府県に1つずつ神社庁を置き、各神社庁の管内に支部を置く。人事財政などの諸事務のほか、地域活動の推進などを行う。一部の神社庁は宗教法人となっており、その場合は神社本庁の被包括法人である。
- 全国の約8万社の神社が、神社本庁によって管轄される[28]。そのうち、特に神社本庁が神職の進退等に介入する神社は別表神社とよばれ、350社以上にのぼる[28]。
- 神社本庁に属する神社であっても、別に包括宗教法人を設立している場合がある。
  - 例：出雲大社（出雲大社教）、石鎚神社（石鎚本教）等

以上の団体のほか、関係団体、指定団体がある。

### 神宮大麻
- 神社本庁が神宮から委託された神宮大麻を全国の神社を通じて希望する者に頒布する。神宮大麻（天照大御神の札）の初穂料の一部は神宮より神社本庁へ交付され、神社本庁の予算から神社庁また全国の神社に対して一定の割合で交付される。残りは伊勢神宮の収入となる[28]。これによる2001年（平成13年）度の神社本庁の収入は約35億円だった[28]。なお、神社本庁は傘下の神社に対し、一定数の神宮大麻の頒布を求めており、規定数に達しない場合も傘下の神社は札を返さない、と週刊ダイヤモンドは報じている[28]。神宮大麻は天照皇大神の大御稜威をあまねく光被せしめる大御璽として頒布しており、一千万家庭神宮大麻奉斎運動などの目標のために実際の頒布数と年次における神社の神宮大麻請求数が異なることが指摘されている。神社本庁は、神宮大麻の頒布を活動目的の一つとしている[29]。

### 関係団体

#### 全国神社総代会
全国神社総代会は神社の氏子総代からなり、神社本庁内に事務局が置かれる。

#### 神社新報社
神社本庁の初代事務総長宮川宗徳が社長となり1946年（昭和21年）2月に神社新報社を設立した。一般財団法人神道文化会も宮川の提唱で設立された。神社本庁の評議委員会が神社新報社などで開催が公示される。

#### 神道政治連盟と神道政治連盟国会議員懇談会
1969年（昭和44年）に、神道政治連盟が神社本庁を母体として設立された。
神道政治連盟の理念に賛同を示す日本の国会議員（実質自民党以外いない）により構成される神道政治連盟国会議員懇談会（神政連国会議員懇）があり、現在の会長は中曽根弘文。第3次安倍内閣では、閣僚20人のうち公明党所属以外の19人が神政連国会議員懇の会員であった。

### 指定団体
神社関係団体のうち特に神社本庁がその活動を勧奨、育成、助成するものに指定団体がある。
- 全国敬神婦人連合会 - 神社に奉仕する婦人会の全国組織。
- 神道青年全国協議会 - 若手神職からなる全国組織。
- 全国神社保育団体連合会 - 神社を運営母体とする幼稚園・保育園・認定こども園・保育所等の相互互助と研鑚を目的とする。
- 全国教育関係神職協議会 - 教職員を兼業する神職の相互互助と研鑚を目的とする。
- 全国神社スカウト協議会 - ボーイスカウト・ガールスカウトを直接運営又は運営に協力する神社の相互互助を目的とする（スカウトには「宗教章」という技能章が制定されている）。
- 全国氏子青年協議会 - 神社を中心にした青年の団体で神社への奉仕を通じて地域社会の発展に寄与することを目的とする。

### 神社本庁との被包括関係に属さない神社
古社や有名な神社であっても、靖国神社・富岡八幡宮・武蔵御嶽神社・鎌倉宮・鶴岡八幡宮・日光東照宮・気多大社・伏見稲荷大社・梅宮大社・梨木神社・建勲神社・京都霊山神社・車折神社・出雲大神宮・石切剣箭神社・日前神宮・國懸神宮・淡嶋神社・草戸稲荷神社・金刀比羅宮・光雲神社・小倉祇園八坂神社など神社本庁との被包括関係を有せず、単立宗教法人として運営される場合がある。大きな単立神社は約2000社、小さな祠等を含めると20万社の単立神社がある。東大阪市のように宗教法人格を有している神社に限っても半数以上が神社本庁に属していない地域もある。
神社本庁以外にも神社神道系の包括宗教法人がいくつかあり（神社本教、北海道神社協会、神社産土教、日本神宮本庁など）、これに属する神社は神社本庁の被包括関係には属さない。
気多大社は別表神社であったが、財産の管理および処分に関する気多大社神社規則変更における対立から訴訟を起こすまでに至り、神社本庁から離脱し単立神社となり、2010年には最高裁で神社規則の変更も認められ勝訴となっている。
明治神宮も2004年（平成16年）に神社本庁と被包括関係を解消し、別表神社から離脱したが、2010年（平成22年）8月23日に再び神社本庁と被包括関係になった。
梨木神社も社殿の修復等の資金集めに苦慮していた2013年（平成25年）、境内の参道を含む土地をマンション開発業者に60年の定期借地権で貸し、その賃貸料を社殿の修復費用に充てることとしたが、その計画が神社本庁の承認を得られなかったことから神社本庁から離脱して独立し、単立神社となり、別表神社から外された。
富岡八幡宮は宮司人事に対する神社本庁の姿勢に疑問を持って離脱を決定、2017年（平成29年）6月に離脱を神社本庁に通知し、同年9月に所管する東京都が承認した。
金刀比羅宮が神社本庁から蔑ろにされた事を理由として2020年（令和2年）6月に離脱した。
鶴岡八幡宮も神社本庁の組織の運営について恣意的、独善的な状況が見られるとして2024年（令和6年）3月に離脱を神社本庁に通知した。

### 資産
週刊ダイヤモンドによれば、2014年の時点で、神社本庁の所有財産は、93億7644万円だった。このうち、神社本庁の建物は14億4079万円、境内地の評価額は10億8900万円とされる。また、所有する普通財産には、歴史教科書を出版している教科書会社の株式などが含まれる。

### 歴代の総裁・統理・総長（事務総長）
| 代   | 氏名       | 在任      | 生没年    | 享年 |
| ---- | ---------- | --------- | --------- | ---- |
| 初代 | 北白川房子 | 1947-1974 | 1890-1974 | 84   |
| 2代  | 鷹司和子   | 1974-1988 | 1929-1989 | 59   |
| 3代  | 池田厚子   | 1996-     | 1931-     |      |

| 代         | 氏名       | 在任                                       | 生没年    | 享年 |
| ---------- | ---------- | ------------------------------------------ | --------- | ---- |
| 初代       | 長谷外余男 | 1946.2.6-3.26(代務者)/3.26(就任・即日辞任) | 1890-1974 |      |
| 2代        | 鷹司信輔   | 1946-1959                                  | 1889-1959 |      |
| （代務者） | 秋岡保治   | 1959.2-1959.6                              | 1886-1971 |      |
| 3代        | 佐佐木行忠 | 1959-1975                                  | 1893-1975 |      |
| （代務者） | 篠田康雄   | 1975-1976                                  | 1908-1997 |      |
| 4代        | 徳川宗敬   | 1976-1989                                  | 1897-1989 |      |
| 5代        | 細川護貞   | 1989-1998                                  | 1912-2005 |      |
| 6代        | 東園基文   | 1998-2001                                  | 1911-2007 |      |
| 7代        | 久邇邦昭   | 2001-2011                                  | 1929-     |      |
| 8代        | 北白川道久 | 2011-2018                                  | 1937-2018 |      |
| 9代        | 鷹司尚武   | 2018-                                      | 1945-     |      |

| 代   | 氏名       | 在任            | 生没年    | 享年 |
| ---- | ---------- | --------------- | --------- | ---- |
| 初代 | 宮川宗徳   | 1946-1948       | 1890-1973 | 76   |
| 2代  | 長谷外余男 | 1948-1949       | 1890-1973 |      |
| 3代  | 高階研一   | 1949-1953       | 1885-1967 |      |
| 4代  | 平田貫一   | 1953-1953       | 1883-1971 |      |
| 5代  | 吉田茂     | 1953-1954       | 1885-1954 |      |
| 6代  | 平田貫一   | 1955-1956       | 1883-1971 |      |
| 7代  | 秋岡保治   | 1956-1959       | 1886-1971 |      |
| 8代  | 富岡盛彦   | 1959-1962       | 1892-1974 |      |
| 9代  | 古屋新     | 1962-1966       | 1893-1968 |      |
| 10代 | 林栄治     | 1966-1971       | 1902-1972 |      |
| 11代 | 塙瑞比古   | 1971-1974       | 1902-1987 |      |
| 12代 | 篠田康雄   | 1974-1983       | 1908-1997 |      |
| 13代 | 黒神直久   | 1983-1987       | 1907-1987 |      |
| 14代 | 櫻井勝之進 | 1987-1989       | 1909-2005 |      |
| 15代 | 白井永二   | 1989-1995       | 1915-2008 |      |
| 16代 | 岡本健治   | 1995-1998       | 1924-1999 |      |
| 17代 | 工藤伊豆   | 1998-2004       | 1922-2005 |      |
| 18代 | 矢田部正巳 | 2004-2010       | 1936-2015 | 78   |
| 19代 | 田中恆清   | 2010-2022.06.03 | 1944-     |      |

| 代   | 氏名     | 在任              | 生没年 | 享年 |
| ---- | -------- | ----------------- | ------ | ---- |
| 19代 | 田中恆清 | 2022.6.23再任決議 | 1944-  |      |

| 代   | 氏名     | 在任        | 生没年 | 享年 |
| ---- | -------- | ----------- | ------ | ---- |
| 20代 | 芦原髙穗 | 2022.06.04- | 1952-  |      |

## 政治活動・主張
神社本庁の関係団体に神道政治連盟（神政連）がある。また、神社本庁総長・田中恆清は日本会議の副会長、統理・鷹司尚武は顧問である。日本会議の前身で宗教団体中心の日本を守る会結成に関与するなど、古くからつながりがある。
1953年（昭和28年）の第3回参議院議員通常選挙で神社本庁は宮川宗徳を擁立したが、宮川は落選した。1966年（昭和41年）に神社審議会は「神社本庁関係の全組織をあげて強力な推進団体を組織して、国会に代表を送る」べきだと答申した。1969年（昭和44年）の神政連結成後は、独自候補擁立ではなく既存政党の政治家の推薦が行われた。塚田穂高によれば神政連結成後、神社本庁と神政連は自由民主党の議員を主に支援しており、堀幸雄によれば「利益代表を出すのに熱心」だった。ジェフ・キングストンによれば、神社本庁は日本遺族会など他の右派団体と共に、靖国神社を参拝する見返りに政治家に票と金を提供するロビー活動をおこなった。
上杉聰は、過去に実施された日本会議の行事の受付では、神社本庁を含む各種宗教団体別の受付窓口が設けられ、参加者が組織動員されたと報告している。

### 皇室典範の改正
2005年（平成17年）3月17日、神社本庁は、「皇室典範に関する有識者会議」が皇位継承のあり方を検討していることを受け、「皇室典範改正に関する神社本庁の基本的な姿勢」としてまとめ、各都道府県の神社庁に送付した。また同年11月24日に有識者会議が報告書を提出したことに対し、12月2日に「皇室典範改正問題に関する神社本庁の基本見解」を発表した。その中で皇位は「一つの例外もなく男系により継承されて」いるとして、「皇室典範改正に関する神社本庁の基本的な姿勢について」で政府や有識者会議に対して男系による皇位継承の尊重を呼びかけた。

### 首相の靖国神社公式参拝
2005年（平成17年）6月9日、神社本庁は内閣総理大臣の参拝等で議論を呼んだ靖国神社の諸問題、いわゆる靖国神社問題に関して、神社本庁としては分祀は「神社祭祀（さいし）の本義からあり得ない」などとする基本見解を発表した。その中で、神社本庁としては、A級戦犯も含め、戦争裁判犠牲者を日本政府の一連の措置により昭和殉難者として合祀、慰霊してきた靖国神社を支持するとともに、多くの人が祭神の「分祀」の意味を誤解して神社祭祀の本義から外れた議論がなされていることを憂慮すると表明。見解の要旨は、靖国神社は日本の戦没者追悼の中心的施設である・祭神の分離という意味の「分祀」は神社祭祀の本義からありえない・首相は靖国神社参拝を継続するべきである・いわゆるA級戦犯は国会の決議とそれにかかる政府の対応により合祀されたというものである。
なお、神社本庁は靖国神社崇敬奉賛会の法人会員でもある。

### 紀元節復帰運動
1957年（昭和32年）8月21日に、生長の家（現生長の家本流運動）や修養団などと合同で紀元節（西暦紀元前660年2月11日に初代・神武天皇が即位したとされる日を日本国誕生の日とする）を復活させる運動のための統一団体「紀元節奉祝会」を結成した。1967年（昭和42年）には「建国記念の日」の名称で紀元節を復活させるなど政治的な理念も有して活動している。

### 上関原子力発電所建設に伴う四代八幡宮境内地処分問題について
中国電力が建設予定の山口県上関原子力発電所予定地の一部が四代八幡宮の境内地にかかっていたが、当時の宮司林春彦が神社地の原発用地への提供に反対した。このことについて、神社本庁の代表役員らが林の解任を画策したと林は2002年に主張した。2003年には原発推進派の氏子が宮司解任を要求するなどの騒動に発展した。
神社本庁は同神社境内地の財産処分申請に対し「原子力発電は地球温暖化の原因となる温室効果ガスを排出しないため環境破壊に当たらない」として、四代八幡宮に対して境内地売却の財産処分を承認した。

### 神社境内における憲法改正署名運動
神社本庁と包括関係にある一部の神社で、櫻井よしこが主宰し神社本庁も参加する「美しい日本の憲法をつくる国民の会」が憲法改正を求める署名活動を行っている。神社におけるこのような活動に対して、単立神社である新熊野神社宮司の尾竹慶久は「神社の職務は、参拝者に気持ちよくお参りをしていただく環境を整えること。不快感を抱く人もいる改憲運動を持ち込むのは、神職の職務放棄、神社の私物化」であるとして批判している。また八王子市の浅川金刀比羅神社宮司・奥田靖二も「神社は戦前、戦争協力というより共犯者になった。過去を反省するなら平和安全法制に反対する事こそ神職・宮司のあるべき姿」と明言した。

### 津地鎮祭訴訟の最高裁判決について
1977年（昭和52年）、津地鎮祭訴訟の最高裁判決（昭和52年7月13日大法廷判決）において、国や自治体が、社会の一般的慣習に従った儀礼などにおいて宗教と関わることが日本国憲法第20条第3項で禁止される「宗教的行為」には該当しないとする合憲判決が下される。神社本庁では、これにより占領軍による国家と宗教の「完全分離主義」が退けられ、憲法の政教分離条項の解釈が確定したとしている。また、この法理解釈により、平成の皇位継承に関する儀式・儀礼を根拠づけることが可能となるとしている。

## 不動産売買をめぐる疑惑
神社本庁は2015年10月、川崎市に保有していた一般職員用の宿舎を売却し、その売却益で総務部長が居住するための危機管理用の新たな職舎を購入した。この売却について、神社本庁上層部と売却先業者との癒着の疑いを指摘する文書を神社本庁の幹部職員2人が作成し、理事らに渡した。神社本庁はこの幹部職員2人に対し、1人を解雇、もう1人を降格の懲戒処分とした。

### 訴訟の経緯
- 2017年10月 元幹部職員2人は「正当な内部告発への報復的な措置であり違法」として、懲戒処分の無効確認を求める訴えを東京地裁に起こした[66]。
- 2021年3月 東京地裁は、公益通報者保護法の趣旨から「告発に違法性はない」とし、懲戒処分を無効と判断した[67]。
- 2021年9月 東京高裁で控訴審判決があり、1審の判決を支持し、神社本庁側の控訴を棄却した[68]。
- 2022年4月 最高裁は神社本庁の上告を退ける決定をした。2人への解雇や降格は無効と認め、未払い賃金の支払いを命じた1・2審判決が確定した[69]。

### 疑惑の影響
2020年6月、香川県の金刀比羅宮（こんぴらさん）が神社本庁を離脱する手続きに入ったと報じられた。
金刀比羅宮によると、以前から、神社本庁の所有していた不動産を巡って不透明な取引があったと報道されていることについて、本庁に真相究明を求めてきた。しかし、納得のいく回答が得られなかったため、本庁に任意で納めてきた寄贈金の支払いをやめた。さらに、2019年11月14日には、本庁の通達に従って皇位継承に伴う重要祭祀である大嘗祭の当日祭を開いたが、本庁が約束していたお供えの金銭である「幣帛料」が届かなかったとしている。他県の神社には配られたという。このため「天皇陛下の即位を祝う特別な日に当宮だけ配られなかった」として、本庁に不信感を募らせていると主張した。
神社本庁は取材に対して「各都道府県の神社庁を通じて分配した」と説明しているが、金刀比羅宮によると、香川県神社庁を通じて受領したのは2020年1月末であり、「数ヶ月後に届いて何の意味があるのか」と反発している。
2020年11月17日、金刀比羅宮は神社本庁から正式に離脱した。

## 鷹司統理による新総長の指名と事務局による田中総長再任の主張
2022年6月3日の田中総長の任期切れに先立ち、臨時役員会が5月26日から29日かけて開催された。鷹司尚武統理は田中執行部のもとで続発した不祥事をうけ、5月28日に旭川神社の芦原髙穗宮司を新総長に指名し、「二度と不祥事を犯すことがないよう運営に順法性、透明性、公正性を回復させる責任を負う」と訴えた。鷹司統理の新総長指名に対し、事務局は「指名は多数決で」と手続きに異を唱えたが、鷹司統理は「元最高裁判所判事」を含む複数の弁護士に「神社本庁を所管する文部科学大臣が『議を経て』とは文字通り『審議を経て』の意味であり、議決には拘束力はないといふ公式見解を採っていることを確認」し、「『役員会で決議された者を指名しなければ指名は効力を生じない』といふ田中前総長が主張している解釈が自分が総長の地位にとどまるために作り出した独自の見解にすぎない」との意見を得て、5月31日に芦原総長を新総長とする指名書を神社本庁に公布した。これに対し、事務局は、6月4日以降も現執行部が続いていると全国に通知した。
2022年6月23日、再協議のため臨時役員会が開催された。役員会では統理が議事の座長を務める慣例であったが、田中派の役員１名が「規則があるわけではない」と座長選挙の実施を主張、9対6で自ら座長に就任。そのまま「総長選挙」を実施し、同じ票差で田中総長の「5選」を決めた 。役員会のこの「決議」に対し、鷹司統理は「自分の考えはすでに述べた通りであり、田中前総長を次期総長には指名しない。芦原理事を総長に指名する」旨を改めて述べた。
この役員会に先立ち、6月6日、鷹司統理側は、先日の指名に基づいて芦原新総長の登記手続きを東京法務局において開始した。

### 裁判闘争
鷹司統理が東京法務局に対し6月6日付けで芦原髙穗理事を「宗教法人の代表役員」(=新総長)とする登記手続きを開始したが、神社本庁の事務局はこれを「本庁内部の正式な手続を経」ていないと主張、「この緊急事態を受けて、不実の登記が完了することを防ぐため」、神社本庁の幹部職員の連名で「その者は総長の地位にない」との陳述書を旭川地方裁判所に提出、田中総長の「地位保全仮処分命令申立て」を行い、7月8日付で「芦原氏が代表役員総長の地位にないことを仮に定める」という決定(仮処分)が下された。
この仮処分決定に対し、芦原理事は9月14日、神社本庁を相手どり、自身を総長とする地位確認の民事訴訟を東京地裁に対して提起した。
9月28日、第1回口頭弁論が東京地裁で開かれ、双方の論点が整理されていることから当日の一日で結審。
また、鷹司統理を支持する神職たちによる「花菖蒲ノ會」が小串和夫(熱田神宮名誉宮司)、中野幸彦(多賀大社名誉宮司)、千家尊祐(出雲大社宮司)らを発起人として、令和4年(2022)9月14日に結成され、神社本庁の正常化を目指して田中執行部の退陣を求める運動が開始された。
12月22日、東京地裁は「総長選任には役員会の議決が必要」として、芦原理事の請求を棄却した。芦原は判決を不服として控訴したが、2023年6月に東京高裁はこれを棄却。最高裁第3小法廷が2024年10月2日付で芦原の上告を棄却する決定をし、芦原を総長と認めなかった1、2審判決が確定した。

## 刊行物
「月刊若木」「神職教養シリーズ」「氏子のしおり」「神社広報」（後、「まほろば」）など。